# Girzenberg
Der Girzenberg ist ein 285 Meter hoher Berg im 13. Wiener Gemeindebezirk, Hietzing.

## Geografie
Der Girzenberg liegt im westlichen Teil des bebauten Gebietes des Bezirks Hietzing im Bezirksteil Ober-St.-Veit und bildet mit zwei fast gleich hohen Hügeln, dem 250 m nordwestlich gelegenen Trazerberg und dem 400 m östlich gelegenen Roten Berg, einen zusammenhängenden, nicht von Straßen durchschnittenen Grünraum.
Unter den drei Bergen verläuft von Nordwest nach Südost der in den 2000er Jahren gebaute Lainzer Tunnel der Eisenbahn, der im Dezember 2012 in Betrieb genommen wurde. Der nördliche, der östliche und der südliche Hang des Girzenberges gehen unmerklich in den Roten Berg über und bilden mit diesem ein Naherholungsgebiet.
Die Anhöhe und ihre Hänge wurden nach der Abholzung eines Großteils der Waldflächen wie die Umgebung jahrhundertelang landwirtschaftlich genutzt, z. B. als Weingärten und Weiden. Seit 1892 befindet sich der Girzenberg auf Wiener Stadtgebiet; nach der Eingemeindung ist die Siedlungsdichte rund um die drei Berge wesentlich größer geworden.
Um den höchsten Punkt des Hügels sowie nördlich und östlich davon befinden sich Wald- und Wiesenflächen, der westliche Abhang zur Einsiedeleigasse und der südliche Abhang zur Veitingergasse wurden am Rand besiedelt (Girzenberggasse, Flurgasse, Madjeragasse, Leon-Kellner-Weg).
Die Josef-Gangl-Gasse sollte einst am Südhang Girzenberg und Roten Berg verbinden, wurde aber von beiden Enden her nicht fertig ausgebaut. Anstelle weiterer Einfamilienhäuser erstreckt sich daher eine große Wiese, die Gasse besteht aus einer Sackgasse am Girzenberg und einer am Südhang des Roten Berges.

## Geologie
Der Berg ist Teil des Wienerwaldgebirges, des nordöstlichsten Ausläufers der Ostalpen. Am Ostrand des Lainzer Tiergartens gelegen, ist am Girzenberg die Basis der Flyschzone (gehört tektonisch zum Nord-Penninikum) anzutreffen, die hier „Sankt Veiter Klippenzone“ genannt wird. Es handelt sich um Sedimente des Mesozoikums (oberste Trias bis untere Kreide). Da die auflagernden Flyschgesteine die Klippenzone bei ihrem Vorschieben nach Norden stark zerrieben haben, ist die ursprüngliche Schichtfolge (Stratigraphie) nur schwer rekonstruierbar. Verschiedene Indizien (Vergleich mit anderswo auftretenden Gesteinen, Fossilien) legen folgende Abfolge (von alt nach jung) nahe:
- oberste Trias (Rhät):
  - Grobkörniger rötlicher Quarz-Sandstein (Keuper)
  - Kössen-Formation (bunte fossilführende Kalksteine)
- unterer Jura (Lias): sandige graue Kalksteine (Gresten Formation)
- mittlerer Jura (Dogger):
  - Mergel (z. B. ehemaliger Glasauer Steinbruch,[1] Veitingergasse 68)
  - Kalkstein (Hohenauer Wiese Formation, roter Crinoiden-Kalkstein)
- oberer Jura (Malm):
  - rote (von Hämatit, namensgebend für den benachbarten Roten Berg) und grüne Kieselkalke und Radiolarit (Rotenberg Formation)
  - weiße Kalke (Aptychenkalk)
- untere Kreide: weiße Kalke (Aptychenkalk), sie dominieren am Girzenberg

Mit den Gesteinen des Rhät treten am Roten Berg und am nahen Gemeindeberg die ältesten Gesteine der gesamten Flyschzone auf.

## Namensherkunft
Erstmals urkundlich belegt ist der Girzenberg 1819 in der Franziszeischen Steuerfassion. Walter Steinhauser leitet den Namen vom altslowenischen gorica (Berglein) ab. Ebenfalls in Sankt Veit wurden 1493 ein Weingarten mit dem Namen Gorczer bzw. 1578 ein Götzesperg genannt, deren Lage jedoch nicht bekannt ist und die daher nicht zweifelsfrei mit dem Girzenberg in Verbindung zu bringen sind.